# Isabella Ferreira
Isabella Ferreira (* 20. Dezember 2002 in Boston, Massachusetts) ist eine US-amerikanische Schauspielerin, die vor allem durch ihre Rolle der Pilar in der Hulu-Serie Love, Victor bekannt geworden ist.

## Leben
Ferreira wurde in Boston geboren, wuchs jedoch in Pennsylvania auf. Schon früh bemerkte sie ihr Talent für die Schauspielerei und vor allem für das Tanzen. Insgesamt neun Jahre tanzte sie in Pennsylvanien in einer Tanzgruppe. Schließlich entschied sie sich dann für das Schauspielern, sodass sie ihre erste Rolle 2017 in dem Film Beyond My Skin hatte. Einem größeren Publikum wurde sie 2019 in der Netflix-Serie Orange Is the New Black bekannt, wo sie die Rolle der Eva Diaz spielte.
Ihre erste Hauptrolle spielte Ferreira in der Hulu-Serie Love, Victor. Von Juni 2020 bis Juni 2022 verkörperte sie dort die Pilar Salazar. Die Spin-off-Serie zum Film Love, Simon wurde unter anderem von Schauspieler Nick Robinson produziert und handelt von Pilars Bruder Victor, der sich mit seiner sexuellen Orientierung auseinandersetzen muss.

## Filmografie (Auswahl)
- 2017: Beyond My Skin
- 2019: Orange Is the New Black (Fernsehserie, 3 Episoden)
- 2020: Social Distance (Miniserie, Episode 1x03)
- 2020–2022: Love, Victor (Fernsehserie, 28 Episoden)
- 2022: Crush
- 2023: Gray Matter
- 2024: Almost Popular
- 2024: Incoming
- 2025: Goosebumps (Fernsehserie, Episode 2x06)
- 2025: No Address